# Cục Kỹ thuật Binh chủng, Quân đội nhân dân Việt Nam
Cục Kỹ thuật Binh chủng  trực thuộc Tổng cục Kỹ thuật, Bộ Quốc phòng Việt Nam, thành lập ngày 10 tháng 12 năm 1999 là cơ quan đầu ngành quản lý và bảo đảm công tác kỹ thuật tăng thiết giáp, tên lửa và khí tài đặc chủng cấp chiến lược của Quân đội nhân dân Việt Nam.

## Lãnh đạo hiện nay
- Cục trưởng: Thiếu tướng Nguyễn Quang Anh
- Phó Cục trưởng: Đại tá Lê Đăng Dũng (Bí thư Đảng ủy)
- Phó Cục trưởng: Đại tá Huỳnh Văn Đông

## Cơ quan trực thuộc
- Phòng Tham mưu - Kế hoạch
- Phòng Chính trị
- Phòng Kỹ thuật Tên lửa
- Phòng Khí tài Điện tử, Quang học
- Phòng Radar
- Phòng Thông tin
- Phòng Máy bay
- Phòng Tàu thuyền
- Phòng Hành chính - Hậu cần
- Ban Tài chính

## Đơn vị cơ sở trực thuộc
- Kho KT580[3] (Long Bình, Biên Hòa, Đồng Nai)
- Kho KT788[4]
- Kho KT789[5]
- Kho KT887[6] (Vĩnh Phúc)
- Xưởng X1[7] (Sóc Sơn, Hà Nội)
- Xưởng X201[8] (Long Bình Tân, Biên Hòa, Đồng Nai)
- Tiểu đoàn 2 SCTH (Xuân Mai, Hà Nội)

## Cục trưởng qua các thời kỳ
- 1999-2005, Nguyễn Toàn, Đại tá, nguyên Phó Tham mưu trưởng Tổng cục Kỹ thuật
- 2005-2008, Phạm Dũng Tiến, Thiếu tướng (2009), Phó Chủ nhiệm kiêm Tham mưu trưởng Tổng cục Kỹ thuật (2007-nay)
- 2008-2019, Lê Xuân Phương, Thiếu tướng (2012)
- 2019-7.2019, Dương Xuân Nam, Thiếu tướng (6.2019), chuyển sang Cục Xe-Máy
- 8.2019-5.2024, Đỗ Đình Phong, Thiếu tướng (2019), nguyên Phó Tham mưu trưởng Tổng cục Kỹ thuật
- 6.2024-nay, Nguyễn Quang Anh, Đại tá, nguyên Phó tham mưu trưởng Tổng cục Kỹ thuật

## Chính ủy qua các thời kỳ
- 2005-2007, Trương Công Lượng, Đại tá, sau là Phó Cục trưởng Cục Chính trị Tổng cục Kỹ thuật
- 2007-2011, Nguyễn Hữu Chính, Đại tá, Thiếu tướng (2013), trung tướng (2017), nguyên Chính ủy Tổng cục Kỹ thuật (2015-2019)
- 2011-2016, Bùi Văn Tuất, Đại tá, nguyên Phó Chủ nhiệm Chính trị Tổng cục Kỹ thuật